# Курский областной краеведческий музей
Курский областной краеведческий музей (официально — областное бюджетное учреждение культуры «Курский областной краеведческий музей», КОКМ) — историко-краеведческий музей, расположенный в городе Курск; был создан 6 мая 1903 года по инициативе курского губернатора, тайного советника Николая Гордеева — под названием «Историко-археологический и кустарный музей в память посещения города Курска императором Николаем II в 1902 году». Музей открылся 31 января 1905 года; к 1915 году располагал коллекцией из 10 тысяч экспонатов и библиотекой из 1000 единиц хранения. По данным на 2019 год, в фондах музея хранились свыше 181 тысячи экспонатов, включая коллекции бисера, фарфора, оружия, нумизматики, живописи, редкой книги, мебели и костюма. Музей — расположенный в здании, являющемся памятником архитектуры XIX века — разделён на три основных отдела: отдел природы, отдел истории дореволюционного периода, а также — отдел истории советского общества; сотрудничает с образовательными учреждениями Курска.

## Филиалы
В структуру Курского областного краеведческого музея входит 33 филиала:
- Музей «Водяная мельница»
- Музей «Курский соловей»
- Курчатовский краеведческий музей
- Историко-культурный центр «Коренная пустынь»
- Льговский краеведческий музей
- Мемориальный музей А.П. Гайдара
- Мемориальный музей Н.Н. Асеева
- Усадьба А. А. Фета
- Дом-музей писателя-фронтовика К.Д. Воробьева
- Музей партизанской славы «Большой Дуб»
- Беловский историко-этнографический музей
- Глушковский краеведческий музей
- Горшеченский краеведческий музей
- Дмитриевский краеведческий музей имени А.Ф. Вангенгейма
- Касторенский краеведческий музей
- Конышевский краеведческий музей
- Кореневский краеведческий музей
- Историко-мемориальный музей «Командный пункт Воронежского фронта»
- Историко-мемориальный музей «Командный пункт Центрального фронта»
- Литературный музей
- Музей Н.В. Плевицкой
- Мемориальный музей композитора Г. В. Свиридова
- Обоянский краеведческий музей
- Курский областной планетарий
- Поныровский историко-мемориальный музей Курской битвы
- Пристенский краеведческий музей
- Рыльский краеведческий музей
- Советский краеведческий музей
- Суджанский краеведческий музей
- Тимский краеведческий музей
- Фатежский краеведческий музей
- Щигровский краеведческий музей
- Военно-исторический музей «Юные защитники Родины»